# Schwaben. Monatshefte für Volkstum und Kultur
Schwaben. Monatshefte für Volkstum und Kultur ist der Name einer von 1939 bis 1943 im Verlag W. Kohlhammer, Stuttgart, erschienenen heimat- und volkskundlichen Zeitschrift, die sich – wie auch aus der mit 11 weitergezählten Jahrgangs- bzw. Bandzählung deutlich wird – als Fortführung des als Württemberg. Monatsschrift im Dienste von Volk und Heimat, Bd. 1 (1929) bis Bd. 9 (1937), bzw. Württemberg. Schwäbische Monatshefte im Dienste von Volk und Heimat, Bd. 10 (1938), erschienenen Periodikums unter Schriftleiter August Lämmle verstand.
Schon im ersten Heft des Jahrgangs 1939 wurde explizit darauf hingewiesen, dass es den Verantwortlichen auch um eine „Neuformung unseres Geschichtsbildes“ zu tun war, ab Heft 7/1939 sollte dann regelmäßig eine „Politische Umschau“ die Rubrik der Kleinen Beiträge einleiten, da es in einer Zeit, in der „unbestritten der Primat der Politik gilt“, Aufgabe auch einer Kulturzeitschrift sei, ihre Leser „laufend über die tieferen Fragen des politischen Geschehens zu unterrichten“. Bei Ausbruch des Zweiten Weltkrieges, welcher Deutschland „aufgezwungen“ worden sei, ergab sich, wie es hieß, eine „weitere, große Aufgabe“ für die Zeitschrift, nämlich „mitzuwirken an dem Kampf der inneren Front“.
Dem Anspruch, ein Monatsheft zu sein, wurde man freilich schon 1939 nicht mehr gerecht, auch wenn es zutreffen sollte, dass die April/Mai-Ausgabe nur wegen des 50. Geburtstags von Adolf Hitler ein Doppelheft war. Kriegsbedingt stellte die (ungeachtet der ideologisch unverfänglichen Beiträge) insgesamt der Blut-und-Boden-Ideologie und dem Nationalsozialismus verpflichtete Zeitschrift mit einem nicht mehr nummerierten Frühjahrs-Heft 1943 ihr Erscheinen ein.
Ein Teil der einschlägig bekannten „schwäbischen“ NS-Literaten, darunter Gerhard Schumann, die in Schwaben. Monatshefte für Volkstum und Kultur hatten veröffentlichen können, fanden in der 1950 neu gegründeten Schwäbischen Heimat wiederum eine Plattform – unverständlicherweise, wie man seitens des Herausgebers dieser Zeitschrift, des Schwäbischen Heimatbundes, inzwischen selbstkritisch einräumt.

## Ausgaben
- 1939: Bd. 11, Heft 1–3, 4/5, 6–9, 10/11, 12.
- 1940: Bd. 12, Heft 1–8, 9/10, 11–12.
- 1941: Bd. 13, Heft 1, 2/3, 4–8.
- 1942: Bd. 14, Heft 1, 2, 3/4.
- 1943: Bd. 15, Heft Frühjahr.

## Schriftleitung
- Hauptschriftleiter: Dr. Hellmuth Langenbucher, Schömberg Kr. Calw.
- Stellvertreter des Hauptschriftleiters (erwähnt ab Heft 6/1940): Dr. Oskar Rühle, Stuttgart.